# Схалтская епархия
Сха́лтская епа́рхия (груз. სხალთის ეპარქია) — епархия Грузинской православной церкви на территории Кедского, Шуахевского и Хулойского муниципалитетов (Верхняя Аджария).

## История
Решением Священного Синода от 21 декабря 2006 года Батумская и Схалтинская епархия была разделена на две: Батумскую и Кобулетскую и Схалтинскую епархии.

## Епископы
- c 24 декабря 2006 года — Спиридон (Абуладзе)